# Liste der Lieder im Liederbuch „Kameraden singt!“
Dies ist eine Liste der Lieder in Kameraden singt!, dem bis 2017 in Gebrauch befindlichen Liederbuch der Bundeswehr. Die weitere Verbreitung von Kameraden singt! wurde im Mai 2017 durch das Bundesministerium der Verteidigung gestoppt.

## Hintergrund
Das Liederbuch wurde erstmals 1958 vom Bundesministerium der Verteidigung, Führungsstab der Streitkräfte, herausgegeben. Die jüngste Auflage erschien 1991; diese blieb seitdem unverändert. Das Liederbuch verstand sich als eine „Auswahl des Liedgutes der Bundeswehr“ und enthält „Originallieder, Kanons, Sätze, Textunterlegungen, Fassungen und Übertragungen“. Die Lieder sind mit Akkordbezifferungen versehen, teils mit Gitarrenbegleitung, mit Keyboardbearbeitung und teils für leichte Mehrstimmigkeit gefasst. Gitarrenbearbeitung und Co-Lektorat besorgte Martin Stein. Das Liederbuch ist untergliedert in die Hauptabschnitte Auf dem Marsch, Soldatenlieder im Wandel der Zeiten, Am Lagerfeuer (Volkslieder, Folksongs, Balladen-Bänkellieder-Parodien).
Sein Vorwort ist mit dem Motto „Es darf nicht Trübsal geblasen werden, … es muß gesungen werden!“ von Friedrich dem Großen überschrieben.

## Verbreitungsstopp 2017
Laut Verteidigungsministerium wurde die Änderung des Buches bereits im Januar 2017 in Auftrag gegeben. Nach Angaben des Ministeriums wurde das Streitkräfteamt beauftragt, eine völlig neue Form des Liederbuches zu entwickeln. „Alle derzeitig im Liederbuch erfassten Lieder werden unter Einbindung des Zentrums für Innere Führung und des Zentrums für Militärgeschichte und Sozialwissenschaften der Bundeswehr erneut kritisch und auch sensibel betrachtet“, teilte das Ministerium mit. Besonders in der Kritik geraten waren Lieder wie Schwarzbraun ist die Haselnuss, das Panzerlied oder das Westerwaldlied. Dem Ministerium zufolge seien diese in der NS-Zeit und während des Zweiten Weltkriegs als Ausdruck nationalsozialistischer Überhöhung missbraucht worden und zudem fänden sich in dem Liederbuch Kompositionen und Texte von NS-Ideologen.

## Enthaltene Lieder

### A
- A Long Hard Road
- Ade nun zur guten Nacht
- Als wir jüngst in Regensburg waren
- Am unteren Hafen die Boote gehn
- Auf dem Berge blüht das Edelweiß
- Auf der Lüneburger Heide
- Aus grauer Städte Mauern

### B
- Bergvagabunden (Wenn wir erklimmen)
- Bolle reiste jüngst zu Pfingsten

### C
- Clementine (In a cavern)

### D
- Das Glöckchen (Leis das Glöckchen ertönt)
- Das Leben ist ein Würfelspiel
- Day, o!
- Der mächtigste König im Luftrevier
- Der Räuber im Wald von Paganowo
- Der Mond ist aufgegangen
- Der Whisky ist des Seemanns Trost (O Whiskey Is The Life of Man)
- Deutschlandlied (Einigkeit und Recht und Freiheit)[3]
- Die Bergfahrt ist zu Ende
- Die blauen Dragoner
- Die Gedanken sind frei
- Die schwarze Barbara
- Droben im Oberland

### E
- Ein Heller und ein Batzen
- Einigkeit und Recht und Freiheit (Deutschland-Lied)
- Ein Mann, der sich Kolumbus nannt
- Ein Schifflein sah ich fahren
- Ein Tiroler wollte jagen
- Es geht wohl zu der Sommerzeit
- Es gibt kein Bier auf Hawaii
- Es hatt’ ein Bauer ein schönes Weib
- Es lebt in dulci jubilo

### F
- Frei sind die Lande
- Freut euch des Lebens

### G
- Geht ein Schiff in See
- Gorch-Fock-Lied
- Greensleeves

### H
- Hab’ mein Pfeif’ verloren
- Hamburg ist ein schönes Städtchen
- Hava nagila
- Heia Safari (Wie oft sind wir geschritten)
- Heute an Bord
- Hievt an die Anker, Matrosen
- Hoch auf dem gelben Wagen
- Horch, was kommt von draußen rein

### I
- I Came From Alabama (Ich kam von Alabama)
- Ich bin ein freier Wildbretschütz
- Ich bin der Doktor Eisenbart
- Ich hatt’ einen Kameraden
- Ich kam von Alabama (I Came From Alabama)
- Ick heff mol en Hamborger Veermaster sehn
- Im Frühtau zu Berge
- Im Sommer erfreut sich das weite Land
- Im Sturme schwerer Zeiten
- In a cavern (Clementine)
- In der Lattria bianca
- In Hamburg liegt ein Schiff am Kai
- In Texas Kneipe
- Ist alles dunkel, ist alles trübe
- I’ve Been Wukkin’ On De Railroad (Jim der schaffte auf der Railway)

### J
- Ja am heiligen Katherina-Sonntag (Katherina)
- Jetzt kommen die lustigen Tage
- Jim der schaffte auf der Railway (I’ve Been Wukkin’ On De Railroad)
- John Brown’s Body

### K
- Kalinka
- Kameraden, wann sehn wir uns wieder
- Kameraden, wir marschieren
- Katherina (Ja am heiligen Katherina-Sonntag)
- Kein schöner Land
- Kum ba ya! My Lord!

### L
- Lebe wohl, mein Schatz
- Leis das Glöckchen ertönt (Das Glöckchen)
- Lili Marleen
- Luiska-Lied (Weit über den Klippen)

### M
- Mädel, draußen ist es schön
- Musketier’ seins lust’ge Brüder
- Muß i denn
- My Bonnie is over the ocean

### O
- O Bootsmann, sag uns doch
- O hängt ihn auf
- O Shanadore
- Ob’s stürmt oder schneit (Panzer-Lied)
- Oh When The Saints Go Marchin’ In
- O Whiskey Is The Life of Man (Der Whisky ist des Seemanns Trost)

### P
- Panzer-Lied (Ob’s stürmt oder schneit)
- Prinz Eugen, der edle Ritter
- Pulverschnee und Gipfelwind

### R
- Ritter an dieser Tafelrunde (Chevaliers de la table ronde)
- Rolling home (Von Hamborg föör son ollen Kasten)
- Rosen blüh’n auf allen Wegen

### S
- Schatz, ach Schatz, reise nicht
- Schwarzbraun ist die Haselnuss
- Schwer mit den Schätzen
- Sechzehn Mann in’ner Blockhütte drin
- Siebzehn Mann auf des toten Manns Kiste
- So ein Tag, so wunderschön wie heute
- Sonne reißt den Himmel auf
- Steig ich den Berg hinauf

### U
- Über den Wolken
- Über der weißen Nacht
- Unser liebe Fraue

### V
- Vom Barette schwankt die Feder
- Von den Bergen rauscht ein Wasser
- Von Hamborg föör son ollen Kasten (Rolling home)

### W
- Wacht auf, Kameraden
- Weit laßt die Fahnen wehen
- Weit über den Klippen (Luiska-Lied)
- Wenn die bunten Fahnen wehen
- Wenn wir erklimmen (Bergvagabunden)
- Wer geht mit, juchhe
- Wer recht in Freuden wandern will
- Wer will mit uns nach Island ziehn
- We Shall Overcome
- Westerwaldlied
- What Shall We Do With The Drunken Sailor
- Wie oft sind wir geschritten (Heia Safari)
- Wilde Gesellen vom Sturmwind durchweht
- Wildgänse rauschen durch die Nacht
- Wir fahren nach Norden
- Wir lagen vor Madagaskar
- Wir lieben die Stürme
- Wir marschieren in den jungen Morgen
- Wir sind die Grenadiere von der Bundeswehr
- Wir sind durch Deutschland gefahren
- Wir wollen zu Land ausfahren
- Wir ziehen über die Straßen
- Wir zogen in das Feld
- Wohlan, die Zeit ist gekommen
- Wohlauf Kameraden, aufs Pferd

### Z
- Zelte sah ich, Pferde, Fahnen
- Zogen einst fünf wilde Schwäne